# مارائوسا
مارائوسا (به ایتالیایی: Marausa) یک منطقهٔ مسکونی در ایتالیا است که در استان تراپانی واقع شده‌است. مارائوسا ۱٬۰۲۸ نفر جمعیت دارد و ۲۳ متر بالاتر از سطح دریا واقع شده‌است.